# Buslijn 600
Buslijn 600, Sinds 22 april 2014 Buitenringbus Leuven, voorheen gewoon Ringbus Leuven is een buslijn in de gemeente Leuven, die wordt geëxploiteerd door de De Lijn. Deze lijn rijdt langs de ring in tegenwijzerzin. Ze werd voor het eerst in gebruik genomen op 2 april 2007. Een jaar later werd de lijn geëvalueerd en zelfs na 6 maanden was al duidelijk gebleken dat de gewenste reizigersaantallen bereikt werden. Sinds 22 april 2014 werd de lijn doorgetrokken tot aan de Vaartkom en werd er eveneens op zaterdag gereden.
Van maandag tot vrijdag komt er om de 10 minuten een bus tussen 6 en 20u, op zaterdagen tussen 8 en 22u.
Tijdens de werken aan het viaduct aan de Lüdenscheidsingel in 2013 werd de frequentie verlaagd tot 1 bus om de 15 minuten, aangezien de bus moest omrijden langs de zuidkant van de stad, zonder evenwel die haltes ook te bedienen, om verdere vertragingen te vermijden.
Vanaf 22 april 2014 werd met de lijnen 600 en 601 ook de Vaartkom in Leuven bediend, een stadswijk die met z'n vele nieuwbouwprojecten beter ontsloten moest worden door het openbaar vervoer. Tot dan werd de wijk enkel ontsloten met enkele bussen van een van de trajectvarianten van lijn 4.
De komst van lijn 601 in 2014 maakte ook dat hoewel de reistijd van Gasthuisberg naar het station met lijn 600 al korter was dan met de bussen door het stadscentrum, de reistijd door de keuze voor lijn 601 in Gasthuisberg voor de reiziger verder werd gereduceerd van 12 minuten tot 7 minuten.
Lijn 600 heeft regelmatig vertraging door de verkeersdrukte aan vooral Naamsepoort en Tiensepoort. Tot april 2014 reden chauffeurs 3 opeenvolgende rondes, gevolgd door een pauze. Tijdens die derde ronde waren er al zoveel vertragingen gecumuleerd, dat de bus nooit tijdig langskwam. Sinds de komst van de Binnenringbus 601 werd er wat meer reserve ingecalculeerd en rijdt een chauffeur afwisselend een rit van lijn 600, gevolgd door een rit van lijn 601.

## Historiek

### 2007
Ringbus 600 wordt geïntroduceerd als Ringbus Leuven.

### 2014
Op 22 april 2014 ging lijn 601 in dienst en werd lijn 600 niet langer meer Ringbus Leuven genoemd maar de Buitenringbus. Later wijzigde de eindhalte van Leuven Vaartkom naar Leuven Engels Plein.

### 2025
Op 5 januari 2025 ging lijn 600 uit dienst ten gevolge van een hervorming van het vervoersplan in en rondom Leuven. Er kwam een nieuwe Buitenringbus met als lijnnummer 11. De nieuwe Buitenringbus volgt echter niet meer de volledige ring. Tussen Gasthuisberg en de halte Sportcentrum volgt lijn 11 de Celestijnenlaan te Heverlee en bedient daar ook de haltes. Op het voormalige traject rijden enkel nog lijnen met een beperkte frequentie. Verder gaat de nieuwe Buitenringbus ook niet meer tot het eindpunt Vaartkom. De verbinding tussen deze wijk en het station wordt behouden door de nieuwe lijn 2 die een extra halte bedient in deze wijk en de nieuwe lijn 36 richting Tremelo met een minder hoge frequentie.

## Route
Kaart van traject op Openstreetmap

## Externe verwijzingen
- haltelijst
- routeplan
- Website De Lijn